# Barsinella mirabilis
Barsinella mirabilis är en fjärilsart som beskrevs av Butler 1878. Barsinella mirabilis ingår i släktet Barsinella och familjen björnspinnare. Inga underarter finns listade i Catalogue of Life.